# Ben Austin (nadador)
Benjamin James Austin (Wellington, Australia, 7 de noviembre de 1980) es un nadador élite con discapacidad (EAD) australiano. Su clasificación es S8 (amputado por encima del codo).

## Biografía
Austin nació el 7 de noviembre de 1980 en la ciudad de Wellington, Nueva Gales del Sur. Cuando tenía unas pocas semanas, los médicos le amputaron el brazo izquierdo por encima del codo debido a complicaciones relacionadas con el parto. Aparte de natación, participa en la liga de rugby, unión de rugby, waterpolo  y baloncesto. Es un estudiante universitario que se prepara para obtener un título que le permitirá convertirse en profesor de inglés como segundo idioma.  También estudia Quinesiología.  Actualmente reside en Sídney, Australia. Mide 187 centímetros (6' 13/5")  de alto y pesa 83 kilogramos (183 lb). Tiene cuatro hermanas.

## Carrera

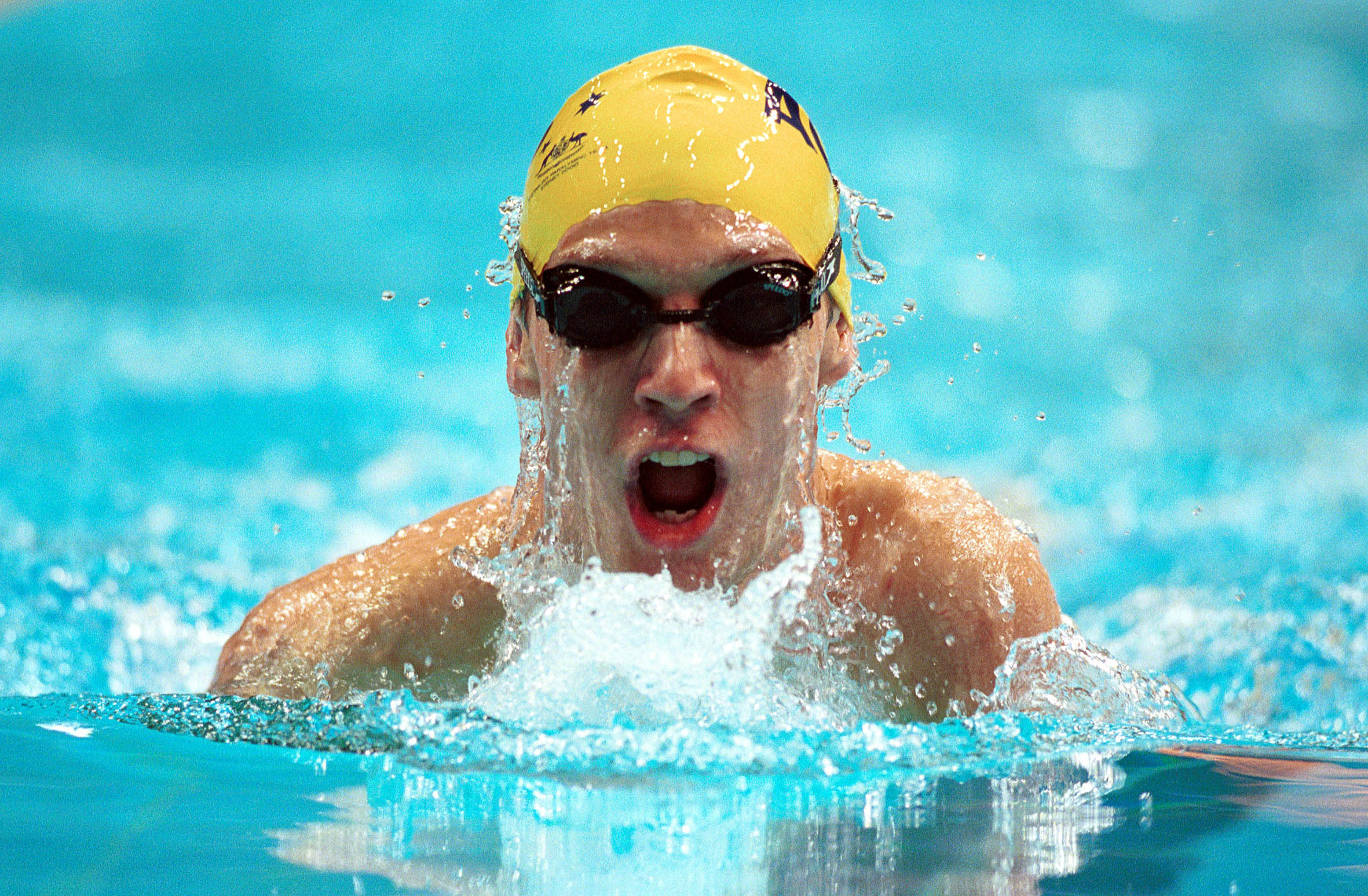
Austin nada hacia la plata en los 200 m SM8 en los Juegos Paralímpicos de Verano 2000

Comenzó a nadar a los cinco años de edad y a nadar competitivamente en 1996. Representó a Australia por primera vez en 1999. Si bien es conocido principalmente por ser un nadador paralímpico, también compitió en natación sin discapacidad. Compite para Warringah Aquatic y es entrenado por Ben Davies. En 2008, fue entrenado por Graeme Carroll. Fue becario del Instituto Australiano de Deportes.
Ha competido en los Juegos Paralímpicos de Verano de 2000, los Juegos Paralímpicos de Verano de 2004 y los Juegos Paralímpicos de Verano de 2008. En los Juegos de 2000, ganó una medalla de plata en los 200   m  individual y dos medallas de bronce en los 100   m mariposa y 4 x 100   m  de relevos combinados. Ingresó a los Juegos de Sídney 2000 en el puesto número uno para la competición individual de 200 m y ocupó el top 5 en los eventos de estilo libre y mariposa de 100 m y 50 m. En los Juegos de 2004, ganó dos medallas de oro en los 100   m estilo libre y 4 × 100   m  combinados, por los cuales recibió una Medalla de la Orden de Australia, tres medallas de plata en los 100   m mariposa, 200   m individual y 4 × 100   m de relevo estilo libre y una medalla de bronce en el 4 x 100   m relevo de estilo libre. Estableció dos récords mundiales en los Juegos Paralímpicos de 2004 en los 100   m estilo libre y 100   m mariposas. En los Juegos de 2008, ganó una medalla de oro en el 4 x 100 masculino   relevos de 34 pts y medalla de plata en el 4 x 100   m relevo de estilo libre. Terminó en quinto lugar en el evento de 100   m mariposa, y cuarto en los 100   m de estilo libre.  
Compitió en el Campeonato Mundial de Natación IPC en 2002 y 2006. En el Campeonato Australiano de 2008, marcó un mejor tiempo personal en los 100   m de estilo libre con un tiempo de 0: 59.08.  
Se convirtió en pionero de la natación australiana y lo hizo al cerrar la brecha de respeto, reconocimiento e igualdad al movimiento de natación paralímpica en Australia, a través de sus logros inspiradores y su creciente perfil público.
Ben se convirtió en el primer Embajador Paralímpico de Delfines Telstra y también en el primer embajador Paralímpico de Austswim.

### Juegos de la Mancomunidad de Mánchester 2002
Estableció dos récords mundiales en los Juegos de la Mancomunidad de 2006.
| Calienta                                                                                    | Finales                                                                                |
| ------------------------------------------------------------------------------------------- | -------------------------------------------------------------------------------------- |
| - 50 m EAD estilo libre - 27.48 (WR) - 1.er - 100 m EAD estilo libre - 1: 00.27 (WR) - 1.er | - 50 m EAD estilo libre - 27.59 - 1.er - 100 m EAD estilo libre - 1: 00.21 (WR) - 1.er |

### Juegos de la Commonwealth de Melbourne 2006
Estableció seis récords mundiales en los Juegos de la Commonwealth de 2006.
| Grupo                                                                            | Finales                                                                         |
| -------------------------------------------------------------------------------- | ------------------------------------------------------------------------------- |
| - 50 m EAD estilo libre - 27.78 - 3.er - 100 m EAD estilo libre - 1: 00.21 - 2.º | - 50 m EAD estilo libre - 28.03 - 6.º - 100 m EAD estilo libre - 1: 00.50 - 4.º |